# Toku (mitologia)
Toku – drwal z mitologii japońskiej. Znany jest z lekceważenia lisów, za co spotkała go kara.
Opowieść o nim należy do licznych japońskich regionalnych historii o sprytnych lisach, oszukujących ludzi. Mitologia japońska obfituje w historie, w których występują te stworzenia, Jednym z najczęstszych motywów jest przybieranie przez lisa postaci ludzkiej, zazwyczaj młodej, ładnej dziewczyny. Jest on obecny w opowieści o Toku.
Będąc młodzieńcem, Toku lekceważył sobie potęgę lisów. Jego towarzysze wyrażali niepokój z tego powodu. Jego zachowanie bardzo ich też denerwowało. W końcu postanowili wystawić go na próbę. Założyli się z nim o beczułkę sake, że nie wytrzyma bez uszczerbku jednej nocy na znanym miejscu lisich spotkań, uroczysku Maki. Toku podjął wyzwanie.
Gdy zmierzchało, młody drwal przybył na miejsce. Gdy mijał strumień, ujrzał wreszcie sylwetkę jednego z lisów, dla których tu przybył. Zwierzę wkładało sobie na głowę listki trzciny. Jest to jeden z lisich sposobów na przyjęcie postaci ludzkiej. Toku wiedział o tym i uznał, że lis chce go oszukać. Zamierzał dać mu nauczkę. Zbliżył się doń. Ujrzał jednak przed sobą dziewczynę. Drwal znał ją. Rozpoznał postać Sayo, córki chłopa z okolicznej wioski. Spytała, gdzie idzie. Zauważyła też, że zmierzają w tę samą stronę, po czym poprosiła, by pozwolił jej towarzyszyć mu. Młodzieniec wyraził zgodę. Przepuścił dziewczynę przed sobą. Nie zrobił tego z uprzejmości: miał nadzieję dojrzeć wysuwający się spod ubioru lisi ogon. Toku nie dostrzegł rudej kity. Jednakże trwał w przekonaniu, że to lis przybrał postać Sayo. Szedł za dziewczęcą postacią i myślał, jak zrewanżować się zwierzęciu za to oszustwo.
Gdy zorientował się, że dziewczyna doprowadziła go do swego domu, Toku, ujrzawszy jej rodziców, powiedział im, że ma przed sobą nie ich córkę, ale lisa. Nie uwierzyli. Co więcej, wzburzyło ich to. Drwal w takim razie złapał dziewczęcą postać za włosy, pochwycił w drugą rękę polano i uderzył nim w głowę Sayo, wykrzykując, że jest lisem i by pokazała mu swój ogon. Dziewczęce ciało padło nieprzytomne na ziemię. Nie zmieniło się w lisa. Przed drwalem leżało nieżywe ciało Sayo. Toku wpadł w przerażenie. Rodzice, z którymi rozmawiał, poczęli lamentować, wpadli we wściekłość. Doszło do pobicia drwala i przywiązania go do słupa w celu pozbawienia życia.
Wtedy pojawił się wiodący wędrowny tryb życia mnich. Zainteresował się on konfliktem. Zaproponował swoje rozwiązanie sprawy. Obiecał wyświęcić Toku na mnicha. Po długich przekonywaniach rodzice Sayo zgodzili się, by morderca ich córki zachował życie, jeśli zgodzi zostać mnichem. Drwal uklęknął przed mnichem, który uratował mu życie, by przyjąć święcenia. Mnich przeprowadził ceremonię inicjacyjną polegającą na ogoleniu głowy przyjmującego święcenia.
Gdy był już zupełnie łysy, drwal usłyszał szyderczy śmiech. Nie znajdował się już przed domem Sayo. Okazało się, że nie opuścił wcale uroczyska Maki. Nie było przy nim martwego ciała Sayo, jej lamentujących rodziców ni wędrownego mnicha. W ogóle ich tej nocy nie spotkał. Wszystkie te postacie były w rzeczywistości lisami, które zakpiły z niego w ten sposób.